# Parc d'État d'Huntsville
Le parc d'État d'Huntsville (en anglais : Huntsville State Park) est une aire protégée américaine située dans le comté de Walker, au Texas. Créé en 1956, il est enclavé au sein de la forêt nationale Sam Houston.